# Segorbina (manzana)
Segorbina es el nombre de una variedad cultivar de manzano (Malus domestica). Esta manzana está cultivada en diversos viveros entre ellos algunos dedicados a conservación de árboles frutales en peligro de desaparición. Esta manzana es originaria de la  Comunidad Valenciana  concretamente en el Rincón de Ademuz, donde tuvo su mejor época de cultivo comercial en la década de 1960, y actualmente en menor medida aún se encuentra.

## Sinónimos
- "Poma Segorbina",[5]
- "Manzana Segorbina",[7]
- "Manzana de Jesús".

## Historia
'Segorbina' es una variedad de la Comunidad Valenciana (Segorbe), cuyo cultivo conoció cierta expansión en el pasado, siendo una de las variedades de las consideradas difundidas, clasificándose en esta manera, pues en las distintas prospecciones llevadas a cabo por las provincias españolas, se registraron repetidamente y en emplazamientos diversos, a veces distantes, sin constituir nunca núcleos importantes de producción. Eran variedades antiguas, españolas y extranjeras, difundidas en el pasado por los viveros comerciales y cuyo cultivo se ha reducido a huertos familiares y jardines privados.

## Características
El manzano de la variedad 'Segorbina' tiene un vigor Medio; florece del 1 al 18 de abril; tubo del cáliz estrecho, cónico alargado o en embudo corto, estambres insertos por debajo de su mitad.
La variedad de manzana 'Segorbina' tiene un fruto de tamaño medio; forma cónico-truncada o esfero-cónica, a veces marca leve acostillado, presenta contorno asimétrico; piel fina, levemente untuosa; con color de fondo amarillo verdoso y blanquinoso, sobre color leve, siendo el color del sobre color cobrizo, siendo su reparto en chapa, con ausencia de chapa o levemente cobriza, acusa punteado invisible imitando a burbujitas, otros vistosos y alguno ruginoso aislado, y una sensibilidad al "russeting" (pardeamiento áspero superficial que presentan algunas variedades) muy débil; pedúnculo fino y generalmente queda siempre por debajo de los bordes, anchura de la cavidad peduncular amplia, profundidad de la cavidad pedúncular profunda, con leve o amplia chapa ruginosa en el fondo, borde ondulado o marcadamente irregular, y con importancia del "russeting" en cavidad peduncular débil; anchura de la cav. calicina medianamente estrecha, profundidad de la cav. calicina de profundidad notable o muy poca, fruncida, con borde ondulado que, en algunos frutos, adquiere forma mamelonada, rebajado de un lado, y con importancia del "russeting" en cavidad calicina ausente; ojo relativamente pequeño, cerrado, aisladamente se encuentra alguno entreabierto; sépalos largos y agudos, erectos o convergentes y de color oscuro.
Carne de color blanco con fibras verde-amarillentas; textura dura, crujiente, y jugosa; sabor característico de la variedad, indefinido pero aceptable; corazón bulbiforme, ancho e irregular, centrado o desviado; eje abierto; celdas de forma alargada, rayadas y con
leve lanosidad; semillas variables, pero de tamaño medio.
La manzana 'Segorbina' tiene una época de maduración y recolección tardía, en otoño-invierno, se recoge desde finales de octubre hasta mediados de noviembre, madura en el invierno, y de larga duración, aguantan hasta el verano siguiente. Se usa como manzana de mesa fresca.